# Ċirkewwa
Ċirkewwa (nome originario in italiano Circheva, talvolta indicato come Cirkeva) è un porto situato sulla punta nord ovest di Malta che affaccia sul canale di Gozo.
È il punto di attracco dei traghetti che collegano Malta alle isole di Gozo e Comino. Poiché è lontano dai centri abitati, Circheva è usata soprattutto come porto. C'è un grande albergo che ospita turisti e la zona è ben collegata sia con l'aeroporto (1 ora di bus X1) che con la Valletta (1 ora e 20 bus 41/42).  
I visitatori diretti all'Isola del Gozzo (Gozo) possono raggiungere Circheva in auto seguendo le relative indicazioni stradali tramite la National Route 1 Birżebbuġa-San Ġiljan-San Pawl il-Baħar-Mellieħa-Ċirkewwa. In alternativa, i passeggeri possono arrivare allo scalo mediante i seguenti autobus:
- X1 Aeroporto - Luqa - Ħal-Farruġ - Marsa Park and Ride - University of Malta - Mater Dei - Msida (Tal-Qroqq) - San Ġiljan - Pembroke - Baħar iċ-Ċagħaq - Kennedy Grove - San Pawl il-Baħar Bypass - Xemxija - Mellieħa - Għadira Bay - Ċirkewwa
- 41 Valletta - Floriana - Pieta - Msida - Swatar - Birkirkara - Lija - Mosta - Burmarrad - San Pawl il-Baħar - Xemxija - Mellieħa - Għadira - Ċirkewwa
- 42 Valletta - Ħamrun - Santa Venera - Birkirkara - Lija - Mosta - Burmarrad - San Pawl il-Baħar - Xemxija - Mellieħa - Għadira - Ċirkewwa
- 101 Ġnejna Bay - Żebbiegħ - Mġarr - Għajn Tuffieħa - Manikata - Mellieħa - Għadira - Ċirkewwa
- 221 Buġibba - San Pawl il-Baħar - Xemxija - Mellieħa - Għadira - Ċirkewwa
- 222 Sliema Ferries - San Ġiljan - Pembroke - Baħar iċ-Ċagħaq - Kennedy Grove - San Pawl il-Baħar - Xemxija - Mellieħa - Għadira Bay - Ċirkewwa